# Kabylové
Kabylové (Iqvaylen nebo Iqbayliyen v kabylštině) jsou berberský národ žijící v horských oblastech severovýchodního Alžírska. Oblast, kterou obývají, se nazývá Kabylie. Jejich název je odvozen z názvu hor v severním Alžírsku. Jméno Kabylové znamená „příslušník kmene“ (z arabského gabila). Kabylové jsou zejména zemědělci a chovatelé dobytka. Na Alžírsku usilují o autonomii, zejména kulturní a jazykovou.

## Jazyk
Hlavním užívaným jazykem je kabylština, používaná jak v soukromé, tak i ve veřejné sféře. Kabylové jsou hrdí na svůj jazyk a brání se používání alžírské arabštiny, kterou bojkotují. Druhým nejpoužívanějším jazykem je francouzština.

## Náboženství
Hlavním a nejrozšířenějším náboženstvím mezi Kabyly je sunitský islám, ale jsou mezi nimi i křesťané. Navzdory tomuto faktu jsou hlavní berberské politické strany světské (Fronta socialistických sil – FFS; Shromáždění za kulturu a demokracii – RCD). Tyto dvě strany mají společně 80 % hlasů všech voličů v regionu.

## Ekonomika
Kabylové se živí hlavně jako zemědělci, i když k tomu nemají vhodné přírodní podmínky. Pěstují obilí, vinnou révu, olivy a korkové duby. Dále jsou mezi nimi také řemeslníci. Nejrozšířenějšími řemesly jsou tvorba tapisérií a hrnčířství. Horské zemědělství pozvolna ustupuje místnímu průmyslu (textilní a potravinářský).

## Politika
- V Kabylii dominují dvě hlavní politické strany. První z nich je FFS (Front des Forces Socialistes, Fronta socialistických sil), kterou vedl do roku 2009 Hocin Aït Ahmed, a druhou je RCD (Rassemblement pour la Culture et la Démocratie, Shromáždění za kulturu a demokracii) vedená do roku 2012 Saïdem Sadim. Obě strany jsou sekulární, berberské a alžírské.

- Významnou politickou organizací je Arouch, která vznikla během tzv. Černého jara v roce 2001, při kterém bylo alžírskými vojáky zabito 126 Kabylů. Arouch je organizace reprezentující alžírské Berbery. Arouch je množné číslo od slova Arch, které v Kabylii znamená formu demokratického shromáždění. Organizace je podobně politicky zaměřena jako obě hlavní politické strany FFS a RCD. Cílem organizace je jazyková autonomie kabylštiny, šíření demokracie a sociálních práv.

- Další organizací je MAK (Mouvement pour l’autodétermination de la Kabylie, Hnutí za sebeurčení Kabylie). Vznikla také během Černého jara v roce 2001 s cílem bojovat za nezávislost Kabylie.

## Historie

### Středověk
V letech 909–971 zde vládla dynastie Fátimovců založená Abdulláhem al-Mahdí Billahem. Oblasti se tehdy říkalo Ifríkíje (dnešní Tunisko a východní Alžírsko). Po čase Fátimovci dobyli také Egypt a ztratili zájem o Maghreb, který nechali berberským zástupcům Zíríovcům. Ti zde vládli až do roku 1018. Zíríovci se brzy rozštěpili a jejich odnož Hammadité zůstali v Kabylii a celém Alžírsku. Hammadité rozvíjeli celou oblast, zakládali města jako kupříkladu Bidžája, své hlavní město, a Alžír.
V 16. století se oblast dostala pod nadvládu osmanských Turků, kteří provedli několik vpádů a založili zde vojenské osady.

### Novověk

#### Francouzská kolonizace
Celá oblast byla postupně, od roku 1857, kolonizována Francouzi a to navzdory silnému odporu místních obyvatel vedených vůdci, jako byl kupříkladu Lalla Fatma N'Soumer, který pokračoval v odporu až do Mokráního povstání v roce 1871. V tomto období byla většina území zkonfiskována od vzpurných kmenů a předána Pieds-noirs – chudým francouzským osadníkům. V této době proběhlo také mnoho zatýkání a vyhoštění původních obyvatel Francouzi, hlavně do Nové Kaledonie. Kolonizace také urychlila migraci obyvatelstva do vnitrozemí Alžírska.
Alžírští imigranti ve Francii vytvořili ve 20. letech 20. století první stranu podporující nezávislost. Messali Hadj, Imache Amar, Si Djilani a Belkacem Radjef myšlenku v 30. letech 20. století rychle šířili po celé Francii a Alžírsku a aktivně motivovali bojovníky, kteří se stali zásadními pro boj o nezávislost Alžírska. Během války za nezávislost (1954–1962) byla Kabylie jednou z nejvíce zasažených oblastí, hlavně díky jejím přírodním podmínkám. Revoluční Alžířané vedli ozbrojený odpor proti francouzskému kolonialismu. Z Fronty národního osvobození (FLN) vzešlo několik historických vůdců, včetně Hocina AÏt Ahmeda, Abana Ramdena a Krima Belkacema.

#### Po získání nezávislosti Alžírska
Napětí mezi Kabyly a centrální vládou má několik důvodů. Začalo v roce 1963, kdy se politická strana FFS vedena Hocinem Aït Ahmedem přetahovala o moc se stranou FLN. V roce 1980 proběhlo v Kabylii několik demonstrací požadujících uznání kabylského jazyka. Této události se dnes říká Berberské jaro. Její název byl ve skutečnosti inspirován Pražským jarem. Politika legitimace zesílila jako arabské hnutí v Alžírsku v 90. letech 20. století. V letech 1994–1995 nastal školní bojkot označovaný jako „stávka školní brašny“. V červnu a červenci roku 1998 po atentátu spáchaném na zpěvákovi Matoubu Lounèsovi a v době, kdy zevšeobecňující zákon o užívání arabského jazyka ve všech oblastech vešel v platnost, se v oblasti opět rozhořela nenávist a touha po samostatnosti. V dubnu 2001 zabily policejní složky přímo na stanici středoškoláka Masinissu Guermaha a následovaly nepokoje – takzvané Černé jaro. Během nich vzniklo kabylské hnutí Aarouch, jehož hlavní požadavky (odchod četníků z Kabylie a uznání berberštiny jako oficiálního jazyka Alžírska) byly ze strany prezidenta Abdelazíze Boutefliky a vlády splněny v roce 2003.